# 3 août aux Jeux olympiques d'été de 2020
Navigation
Juillet :
- 21
- 22
- 23
- 24
- 25
- 26
- 27
- 28
- 29
- 30
- 31

Août : 
- 1er
- 2
- 3
- 4
- 5
- 6
- 7
- 8

Le mardi 3 août aux Jeux olympiques d'été de 2020 est le quatorzième jour de compétition.

## Programme
| Heure UTC+09:00 (Japon)                       |               |
| bleu                                          | Cérémonie     |
| neutre                                        | Épreuve       |
| or                                            | Finale        |
| orange                                        | Petite finale |
| rose                                          | Reporté       |
| gris                                          | Annulé        |
| Compétition masculine                         | Hommes        |
| Compétition féminine                          | Femmes        |
| Compétition mixte (hommes et femmes mélangés) | Mixte         |
| Compétition en couple (1 homme et 1 femme)    | Couple        |
| modifier                                      |               |

| Horaire | Discipline Spécialité | Discipline Spécialité | Discipline Spécialité | Phase | Résultats | Références |
| ------- | --------------------- | --------------------- | --------------------- | ----- | --------- | ---------- |
|         |                       |                       | -                     |       | -         | -          |

## Tableaux des médailles
| Rang  | Nation           | Or | Argent | Bronze | Total |
| ----- | ---------------- | -- | ------ | ------ | ----- |
| 1     | Grande-Bretagne  | 3  | 4      | 2      | 9     |
| 2     | Chine            | 3  | 4      | 0      | 7     |
| 3     | États-Unis       | 2  | 3      | 4      | 9     |
| 4     | Allemagne        | 2  | 2      | 3      | 7     |
| 5     | Hongrie          | 2  | 2      | 1      | 5     |
| 6     | Nouvelle-Zélande | 2  | 1      | 0      | 3     |
| 7     | Japon            | 2  | 0      | 1      | 3     |
| 8     | Pologne          | 1  | 1      | 2      | 4     |
| 9     | Cuba             | 1  | 1      | 0      | 2     |
| 10    | Brésil           | 1  | 0      | 2      | 3     |
| 10    | ROC              | 1  | 0      | 2      | 3     |
| 12    | Italie           | 1  | 0      | 1      | 2     |
| 12    | Pays-Bas         | 1  | 0      | 1      | 2     |
| 14    | Jamaïque         | 1  | 0      | 0      | 1     |
| 14    | Norvège          | 1  | 0      | 0      | 1     |
| 14    | Ouzbékistan      | 1  | 0      | 0      | 1     |
| 14    | Suède            | 1  | 0      | 0      | 1     |
| 18    | Arménie          | 0  | 2      | 0      | 2     |
| 19    | Espagne          | 0  | 1      | 1      | 2     |
| 19    | Kirghizistan     | 0  | 1      | 1      | 2     |
| 19    | Nigeria          | 0  | 1      | 1      | 2     |
| 22    | Croatie          | 0  | 1      | 0      | 1     |
| 22    | Namibie          | 0  | 1      | 0      | 1     |
| 22    | Philippines      | 0  | 1      | 0      | 1     |
| 25    | Azerbaïdjan      | 0  | 0      | 1      | 1     |
| 25    | Danemark         | 0  | 0      | 1      | 1     |
| 25    | France           | 0  | 0      | 1      | 1     |
| 25    | Iran             | 0  | 0      | 1      | 1     |
| 25    | Irlande          | 0  | 0      | 1      | 1     |
| 25    | Lettonie         | 0  | 0      | 1      | 1     |
| 25    | Portugal         | 0  | 0      | 1      | 1     |
| 25    | Turquie          | 0  | 0      | 1      | 1     |
| 25    | Ukraine          | 0  | 0      | 1      | 1     |
| Total | Total            | 26 | 26     | 31     | 83    |

| Rang  | Nation | Or | Argent | Bronze | Total |
| ----- | ------ | -- | ------ | ------ | ----- |
| 1     |        |    |        |        |       |
| 2     |        |    |        |        |       |
| 3     |        |    |        |        |       |
| 4     |        |    |        |        |       |
| 5     |        |    |        |        |       |
| Total |        |    |        |        |       |